# Luna - Kosmos 305
Luna - Kosmos 305 fu il quinto tentativo da parte dell'URSS di mandare una sonda sulla Luna e farla tornare in parte sulla Terra.

## La missione
Luna - Kosmos 305 fu lanciata il 22 ottobre del 1969 e probabilmente era simile a Luna 16. La missione fu un insuccesso: lanciata da un razzo Proton non raggiunse mai lo spazio a causa di un malfunzionamento dell'ultimo stadio del vettore.